# Intel Pentium Pro

Logo des Pentium Pro

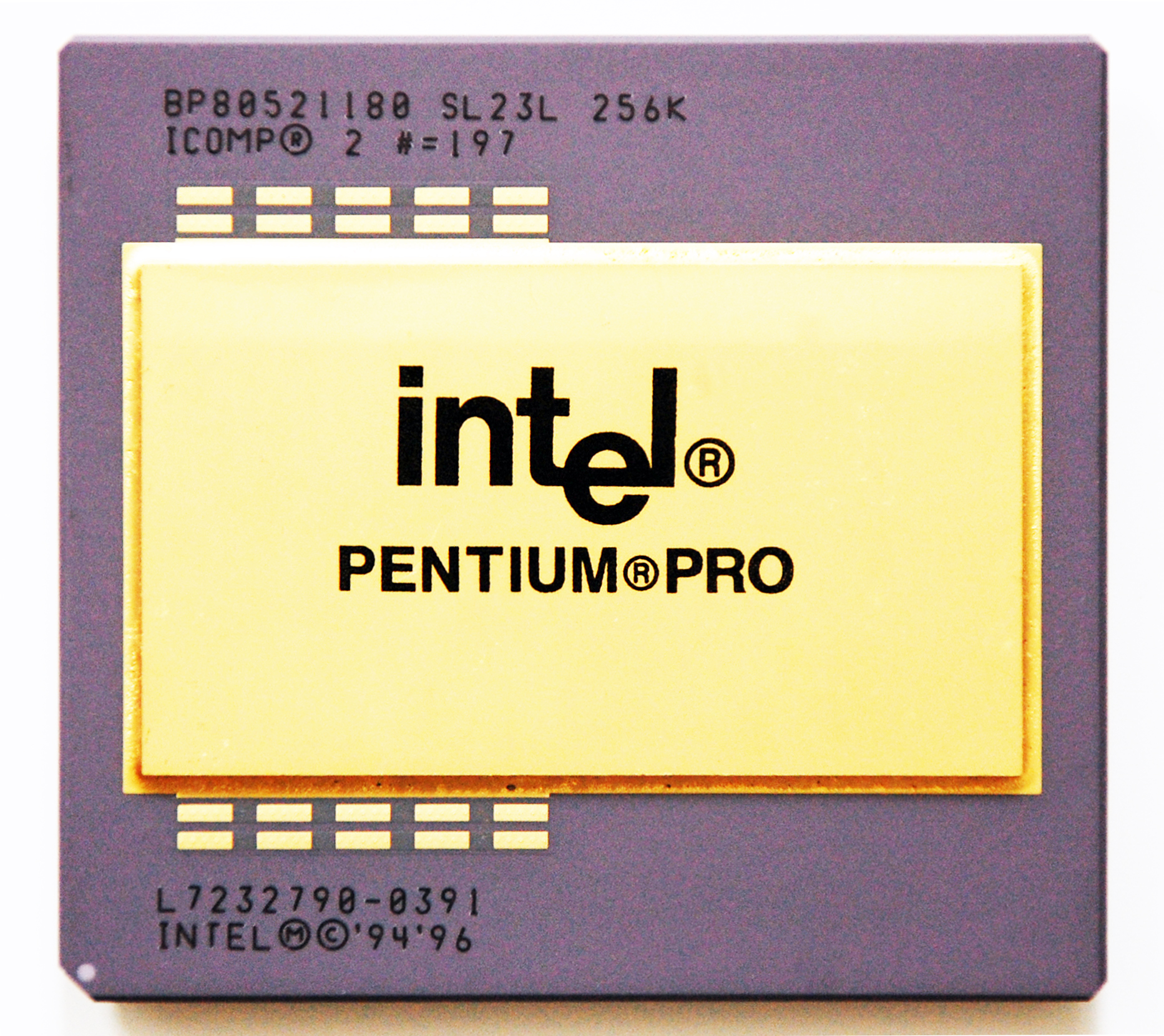
Intel Pentium Pro mit 180 MHz, 256 KiB Cache in Boxed-Ausführung

Der Pentium Pro ist ein Mikroprozessor des Unternehmens Intel. Er stammt aus der x86-Architektur „IA-32“ und ist für 32-Bit-Programmcode optimiert. Da er teuer war und bei den damals verbreiteten 16-Bit-Programmen und -Betriebssystemen (z. B. Windows 3.1x) keine gute Leistung bot, verkaufte er sich deutlich schlechter als von Intel erhofft. Er wurde vorwiegend in teuren Server- und Workstation-Systemen verbaut. Unter den auf diesen Systemen verwendeten 32-Bit-Betriebssystemen (z. B. Windows NT oder OS/2) erreichte der Pentium Pro eine deutlich höhere Leistung als ein gleichgetakteter Pentium-Prozessor. Hierfür war auch der mit internem Prozessortakt betriebene L2-Cache verantwortlich. In der Rolle des High-End-Prozessors wurde er später durch die Xeon-Prozessorlinie abgelöst.
Eigentlich sollte der Pentium Pro nach 1995 den Pentium ablösen. Da aber die Produktion eine hohe Ausschussrate hatte (es gab insbesondere Probleme mit dem Onchip-Cache), konnte Intel den Preis nicht so weit senken, dass der Pentium Pro eine weite Verbreitung fand. Stattdessen wurde schließlich der Pentium II als Pentium-Nachfolger entwickelt. Bei diesem sind Prozessorkern und Cache getrennt.
Aufgrund seiner Goldoptik erfährt der Pentium Pro ein gestiegenes Maß an Aufmerksamkeit. Allerdings enthält er nur 0,3 Gramm Gold und ist somit als intaktes Sammlerstück mehr Wert.

## Architektur

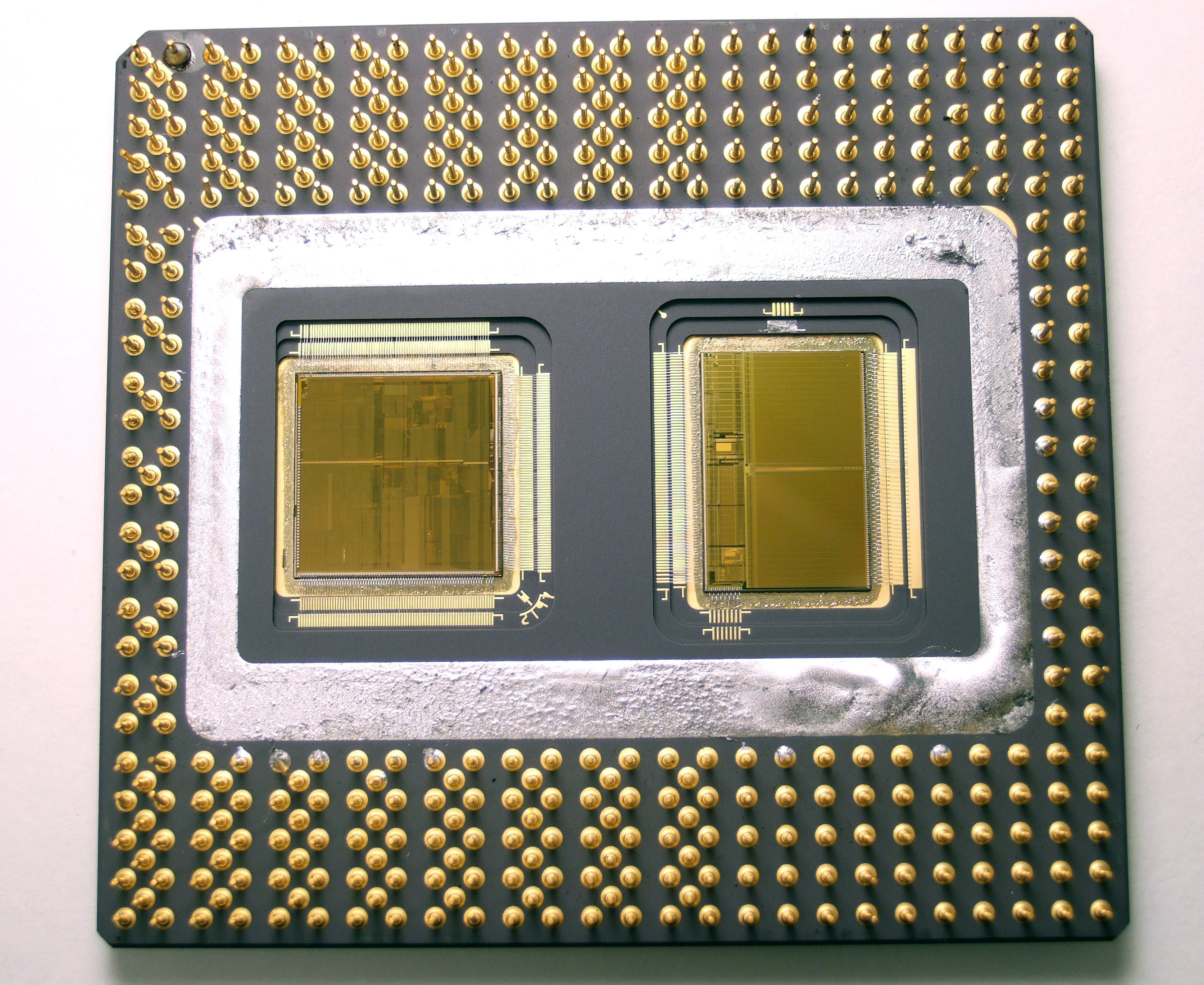
Ein geöffneter Pentium Pro. Links ist die CPU und rechts ist der L2-Cache zu sehen.

Anders als der Name es vermuten lässt, unterscheidet sich die Architektur des Pentium Pro deutlich von der des früheren Pentium-Prozessors. Der Pentium Pro enthielt einige wichtige neue Konzepte wie einen RISC-Kern. Er war also kein reiner CISC-Prozessor mehr, sondern eher eine Art Hybrid. Außerdem wurde mit der „Out-of-order execution“ ein Konzept eingeführt, welches das Leistungspotenzial erhöhte. Während der Pentium-Prozessorkern x86-Code nativ ausführt, enthält der Pentium-Pro-Prozessorkern drei parallel arbeitende RISC-Pipelines, die mittels dreier Decoder-Einheiten den zugrundeliegenden x86-Code in RISC-Befehle übersetzen. Dieser so prozessorintern modifizierte Programm-Code kann effizienter auf die Pipelines aufgeteilt werden, was eine bessere Parallelität der Befehlsabarbeitung ermöglicht. Kernstück des Pentium Pro ist der P6-Prozessorkern, der später in modifizierter Form dann im Pentium II, Pentium III, Pentium M und schließlich in der aktuellen Intel-Core-Architektur Verwendung findet. Die P6-Architektur, die den Grundstein für die 686er-Klassifikation legt, war der wichtigste Schritt in der Entwicklung von x86er-Prozessoren seit der Einführung des 386ers als 32-Bit-CPU mit seiner MMU.
Der 2nd-Level Cache (L2-Cache) und Prozessor-Kern befinden sich im selben Prozessorgehäuse auf zwei (bzw. drei beim 1024-KiB-Modell) separaten Dies, verbunden durch Bond-Drähte. Es gibt Versionen mit 256, 512 und 1024 KiB L2-Cache. Der ausschließlich für den Sockel 8 erhältliche Prozessor wurde mit den Taktfrequenzen 150, 166, 180 und 200 MHz produziert.
Der Prozessor greift über einen GTL+-Bus auf Arbeitsspeicher und andere Systemkomponenten zu. Es ist möglich, ohne weitere Bausteine vier Prozessoren an einem Prozessor-Bus zu betreiben. Für mehr Prozessoren werden Brückenbausteine und andere Tricks benötigt. Solche Server stellten unter anderem HP (Netserver LX Pro8 – acht Prozessoren) und ALR (Revolution 6x6 – sechs Prozessoren) her. Damit war der Pentium Pro der erste wirkliche Server-Prozessor von Intel.
Des Weiteren erhielt die Pentium-Pro-Familie auch einen Overdrive-Prozessor, der mit 300/60 bzw. 333/66 MHz spezifiziert war. Dieser war vom Kern her ein Pentium II mit 512 KiB L2-Cache, der ebenfalls, und anders als beim Pentium II, mit voller Prozessorgeschwindigkeit lief. Diese Overdrive-Prozessoren wurden lediglich für Zweiprozessorsysteme vom Hersteller zugelassen, da beim Pentium II höchstens zwei Prozessoren genutzt werden können.

## Modelle

### P6 (A80521)

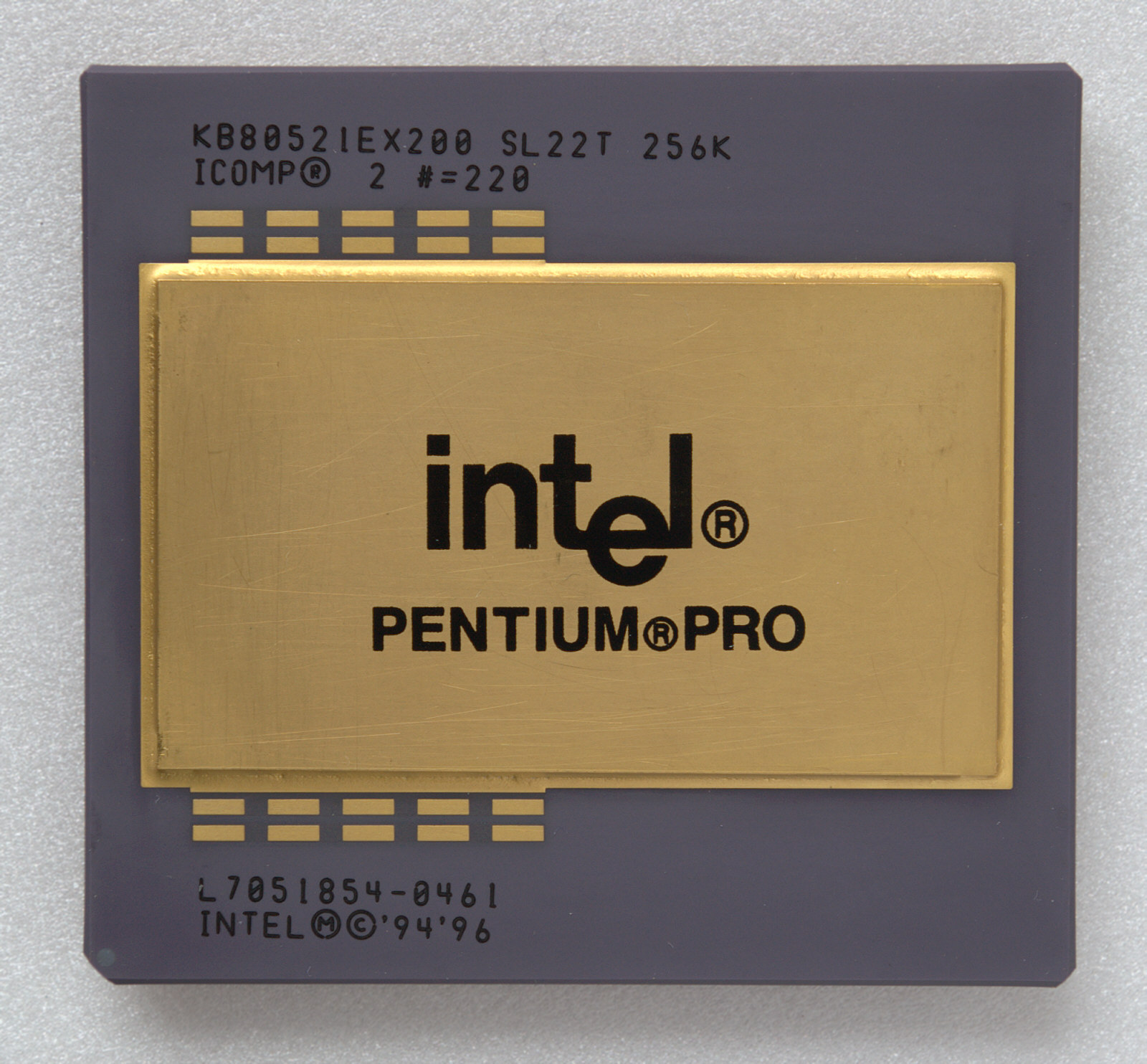
Intel Pentium Pro 200 MHz, 256 KiB Cache, Sockel 8

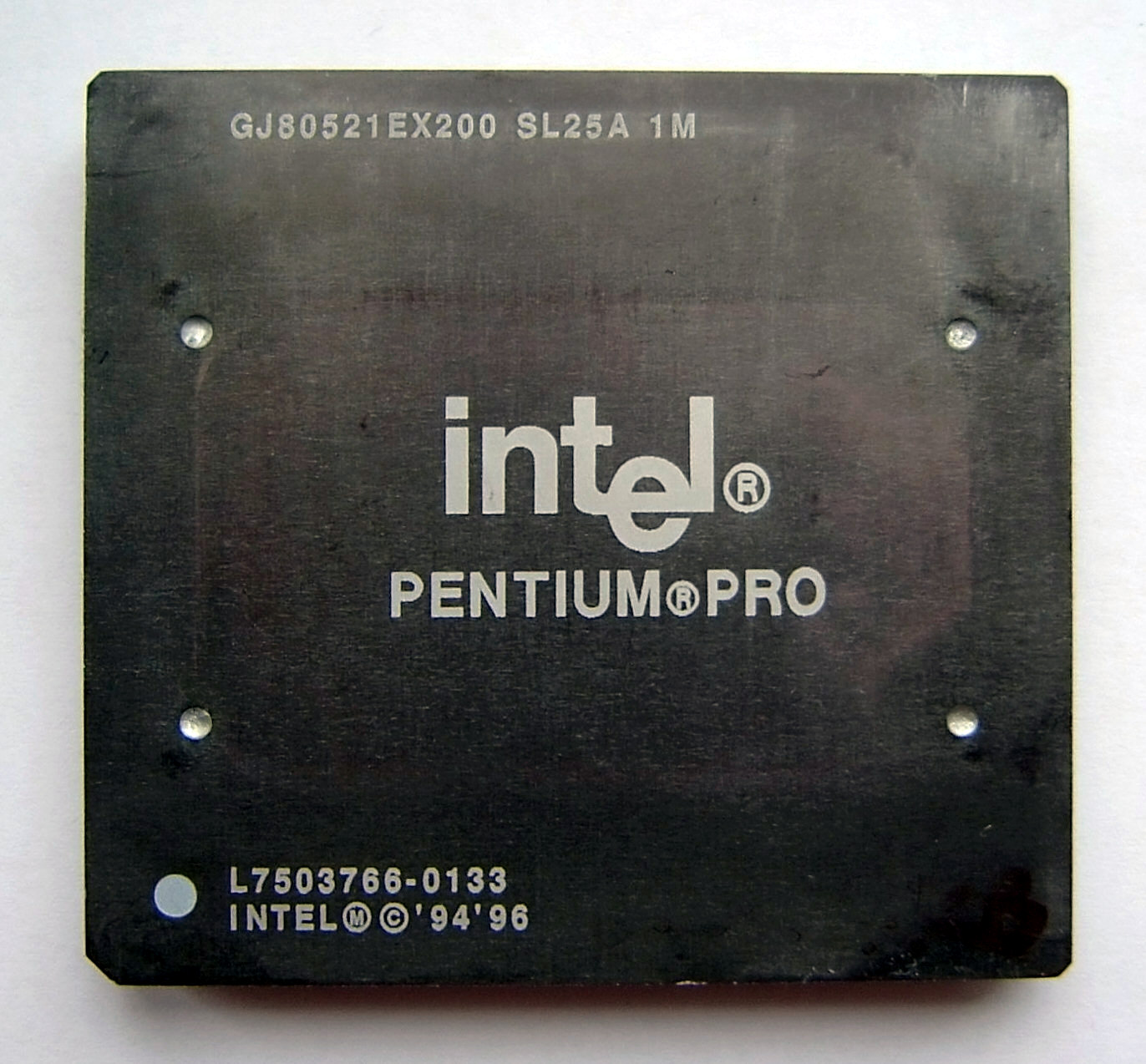
Intel Pentium Pro mit 1 MiB Cache

- L1-Cache: 8 + 8 KiB (Daten + Instruktionen)
- L2-Cache bei vollem CPU-Takt:
  - 256 KiB L2-Cache (alle Taktfrequenzen außer 166 MHz)
  - 512 KiB L2-Cache (166 und 200 MHz)
  - 1024 KiB L2-Cache (nur 200 MHz)
- SMP
- Sockel 8, GTL+ mit 60 und 66 MHz Front Side Bus
- Kernspannung (VCore): 3,3 V
- Erscheinungsdatum: 1. November 1995, 18. August 1997 (1024 KiB L2-Cache)
- Fertigungstechnik CPU: 0,5 µm (150 MHz) und 0,35 µm (166–200 MHz)
- Fertigungstechnik L2-Cache: 0,5 µm (256 KiB L2-Cache) und 0,35 µm (512 und 1024 KiB L2-Cache)
- Die-Größe CPU (mit 5,5 Millionen Transistoren):
  - 0,50 µm: 306 mm²
  - 0,35 µm: 196 mm²
- Die-Größe L2-Cache:
  - 0,50 µm / 256 KiB L2-Cache: 202 mm² bei 15,5 Millionen Transistoren
  - 0,35 µm / 512 KiB L2-Cache: 242 mm² bei 31,0 Millionen Transistoren (jeweils die doppelten Werte bei 1024 KiB L2-Cache)
- Taktraten: 150 bis 200 MHz
  - 256 KiB L2-Cache, 66 MHz FSB: 133 MHz (Engineering sample)
  - 256 KiB L2-Cache, 60 MHz FSB: 150 und 180 MHz
  - 256 KiB L2-Cache, 66 MHz FSB: 200 MHz
  - 512 KiB L2-Cache, 66 MHz FSB: 166 und 200 MHz
  - 1024 KiB L2-Cache, 66 MHz FSB: 200 MHz

### Pentium II Overdrive für Pentium Pro P6T

Ein Intel Pentium-II-Overdrive-Prozessor mit 333 MHz Taktfrequenz

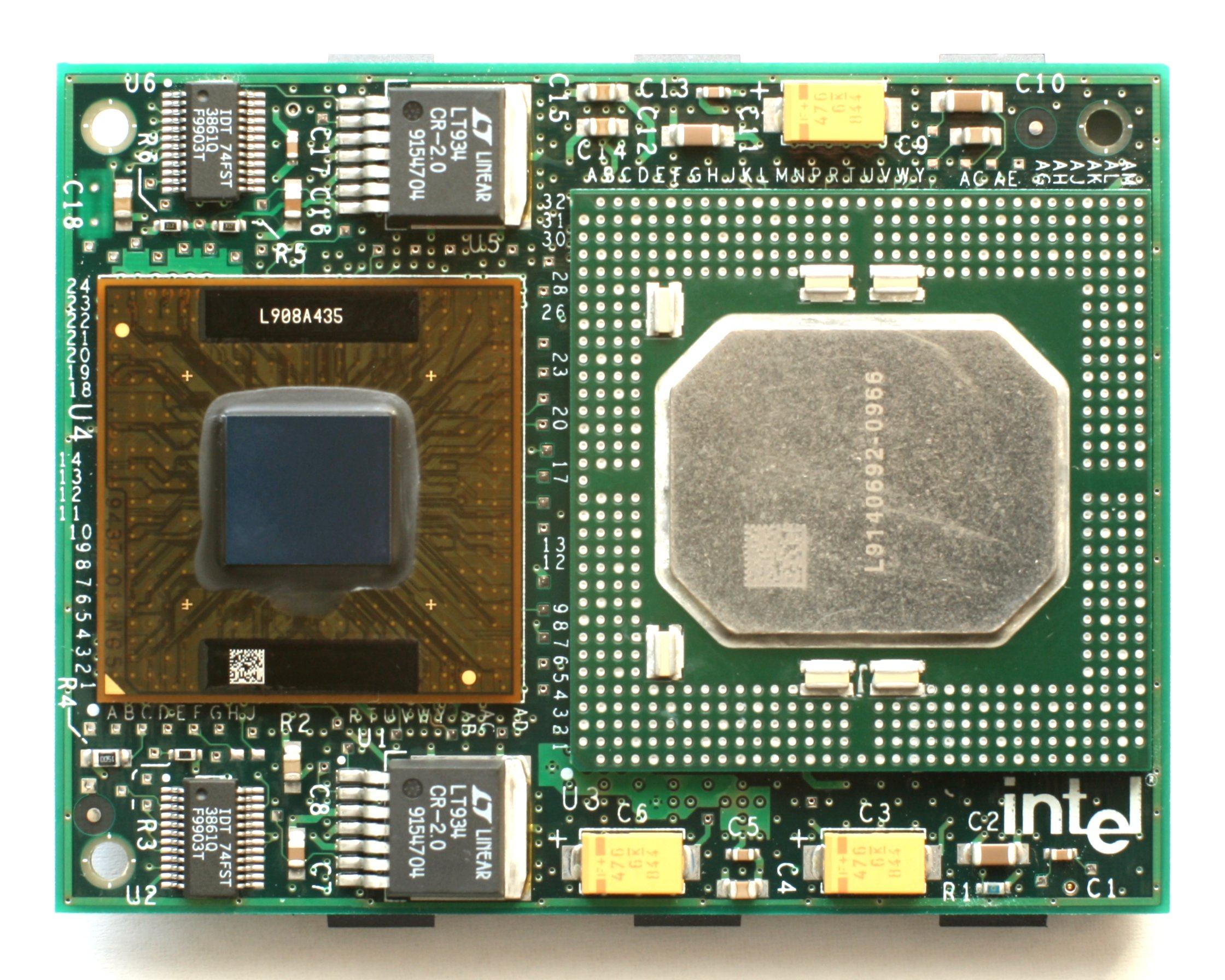
Ein Intel Pentium-II-Overdrive-Prozessor mit 333 MHz Taktfrequenz, ohne den Kühlkörper mit dem Lüfter

- Einführungstermin: 24. August 1998
- Einführungspreis: 599 US-Dollar
- Sockel 8
- Taktfrequenz(en):
  - 300 MHz Bustakt 5× 60 MHz
  - 333 MHz Bustakt 5× 66 MHz
- Interner L1-Cache:
  - 16 + 16 KiB (Daten + Instruktionen)
- Externer L2-Cache bei vollem CPU-Takt:
  - 512 KiB L2-Cache
- Busbreite:
  - Datenbus: 64 Bit
  - Adressbus: 36 Bit
- Transistoren/Fertigungstechnik:
- Adressierbarer Speicher: 64 GiB
- Virtueller Speicher: 64 TiB
- MMX[2]

Die Pentium-II-OverDrive-CPU basiert auf einem Deschutes-Kern, gibt sich aber fälschlicherweise laut dem CPUID-Befehl als Klamath aus.